# Tupandaktyl
Tupandaktyl (Tupandactylus) – rodzaj pterozaura z rodziny tapeżar (Tapejaridae) charakteryzującego się ogromnym grzebieniem na czaszce. Żył u schyłku wczesnej kredy, około 115 mln lat temu, na terenie współczesnej Brazylii. Jego nazwa oznacza „palec Tupana” i odnosi się do boga piorunów ludu Tupi. Gatunkiem typowym rodzaju jest Tupandactylus imperator, początkowo opisany jako Tapejara imperator. Drugim gatunkiem włączanym do tego rodzaju jest Tupandactylus navigans, pierwotnie także zaliczany do Tapejara.

## Budowa
Tupandactylus osiągał prawdopodobnie około 1 m długości i 5 m rozpiętości skrzydeł.
Holotypem T. imperator jest niemal kompletna czaszka (MCT 1622-R) osobnika odkrytego w osadach ogniwa Crato z formacji Santana, na podstawie której zrekonstruowano całe zwierzę. Pterozaur ten miał dość długi bezzębny dziób, jednak jego cechą charakterystyczną był ogromny grzebień, zbudowany z dwóch kości pełniących funkcję szkieletu oraz miękkiej substancji przypominającej keratynę, wypełniającej przestrzeń pomiędzy kośćmi. Tkanki miękkie grzebienia składały się z niemal pionowo ułożonych włókien rozciągających się od grzbietowej krawędzi kości przedszczękowej do grzbietowej krawędzi grzebienia.
Tupandactylus imperator różni się od T. navigans przede obecnością kolca potylicznego i kształtem grzebienia – u T. navigans górna „rama” grzebienia jest skierowana pionowo (prostopadle do długiej osi czaszki), podczas gdy u T. imperator – zakrzywiona ku tyłowi. Różnice między nimi nie wynikają z różnic ontogenetycznych, ale niewykluczone, że są wynikiem dymorfizmu płciowego. Ponadto nie ma pewności, czy brak kolca potylicznego u T. navigans nie wynika z niekompletności szczątków przypisywanych do tego gatunku. W 2022 roku znaleziono okaz tupandaktyla, w którym stwierdzono obecność śladów tkanek, wskazujących na upierzenie.

## Klasyfikacja

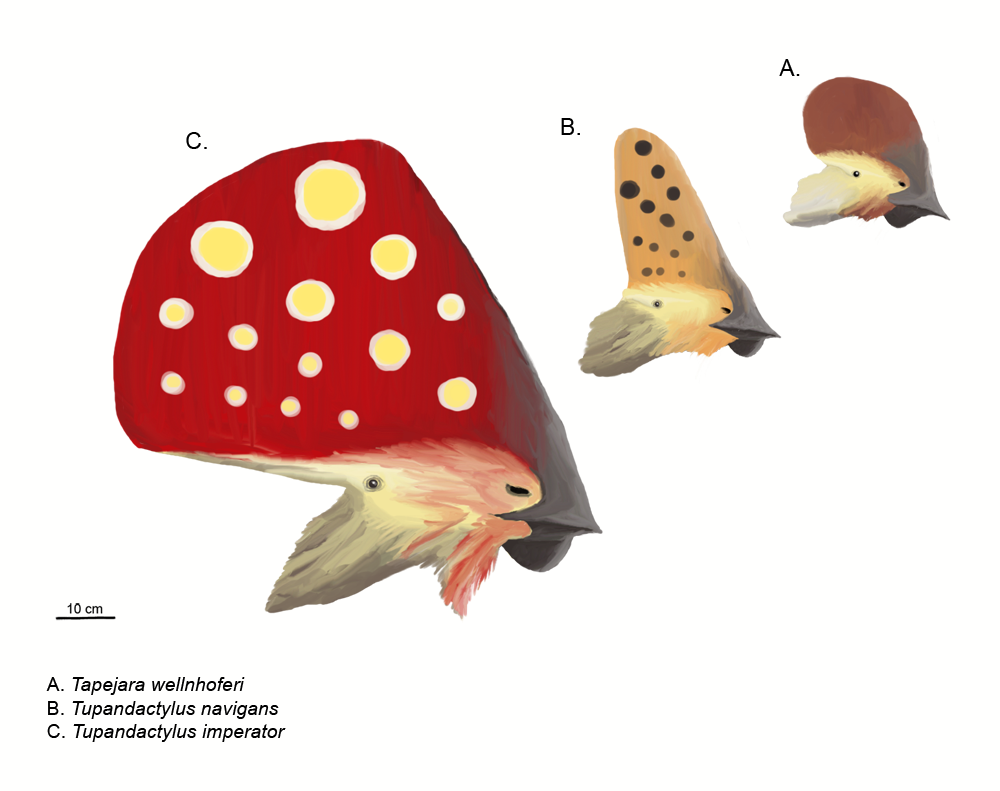
Tapeżara (A) i tupandaktyl (B, C)

Począwszy od 2006 roku, kilku badaczy, w tym Kellner i Campos, którzy nazwali tupandaktyla, doszło do wniosku, że trzy gatunki zaliczane wówczas do rodzaju Tapejara (T. wellnhoferi, T. imperator, T. navigans) różnią się anatomią i stopniem pokrewieństwa z innymi pterozaurami i powinny zostać zaklasyfikowane do osobnych rodzajów. Kontrowersje budził jednak sposób podziału. Kellner i Campos uznali, że jedynie Tapejara imperator zasługuje na nową nazwę rodzajową i przemianowali ją na Tupandactylus imperator. W swojej pracy z 2007 roku Unwin i Martill doszli do wniosku, że Tapejara navigans jest najbliżej spokrewniona z Tapejara imperator i oba te gatunki powinny zostać wydzielone z rodzaju Tapejara. W tym samym roku ogłosili utworzenie nowego rodzaju Ingridia (nazwanego tak na cześć zmarłej żony badacza pterozaurów Petera Wellnhofera – Ingrid). W skład Ingridia włączyli Tapejara imperator i T. navigans, z imperator jako gatunkiem typowym. Praca Unwina i Martilla ukazała się jednak kilka miesięcy później niż publikacja Kellnera i Camposa, a ponieważ w obu imperator został opisany jako gatunek typowy nowego rodzaju, Ingridia jest młodszym synonimem nazwy Tupandactylus.